# Pridolij
Pridolij je četvrta i posljednja geološka epoha ili statigrafski niz na koje se dijeli razdoblje silura. Obuhvaća vremensko razdoblje od prije 418,7 ± 2,7 do 416,0 ± 2,8 milijuna godina.  Prethodi mu ladlov, a slijedi mu donji devon.
Pridolij je jedina geološka epoha razdoblja silura za koju ne postoji podjela u geološka doba.

## Stratigrafska podjela i GSSP
Stratigrafski početak pridolija karakterizira pojava graptolita vrste  Monograptus parultimus u geološkim slojevima. Gornja stratigrafska granica pridolija, podudara se s krajem silura i nalazi se u sloju prve pojave graptolita Monograptus uniformis u geološkim slojevima.
Globalna stratotipska točka (eng. Global Boundary Stratotype Section and Point - GSSP), koju je Međunarodno povjerenstvo za stratigrafiju uzelo kao referentnu za pridolij je presjek koji se nalazi u blizini napuštene željezničke pruge na samom ulazu u kamenolom "Požáry", u blizini praškog predgrađa Reporoyje.

## Flora
Pridolijsku floru karakterizira pojava prvih vaskularnih biljaka, tj. kopnenih biljaka koje su sposobne prenositi nutrijente unutar vlastitih tkiva. Najstarija poznata vrsta vaskularnih biljaka je Cooksonia, koja se pojavila na sjevernoj polutci u paleokontinentu Euramerici.

## Bibliografia
1. 1 2  Pridolij na Geo When Database, pristupljeno 2. travnja 2014.
2. ↑  Felix Gradstein, Jim Ogg & Alan Smith: A Geologic timescale. Cambridge University Press 2004. ISBN 9780521786737
3. ↑  J. Kríz: 1989. The Přídoli Series in the Prague Basin (Barrandium area, Bohemia). In: Holland, C. H. and Bassett, M. G. (eds.). A global standard for the Silurian System. National Museum of Wales, Geological Series, 9: 90-100, Cardiff.
4. ↑  Global Boundary Stratotype Section and Point (GSSP) of the International Commission of Stratigraphy, Status on 2010.
5. ↑  GSSP pridolija na Global TimeScale Foundation, pristupljeno 2. travnja 2014.
6. ↑  Štěpán Manda, Jiří Frýda: Silurian-Devonian boundary events and their influence on cephalopod evolution: evolutionary significance of cephalopod egg size during mass extinctions. Bulletin of Geoscience. svezak 85 (2010.) Heft 3, str. 513. - 540.